# Rio di San Polo
Il Rio de San Polo è uno dei numerosi rii che si inseriscono nel Canal Grande.
Risulta essere molto trafficato in quanto taglia i sestieri di San Polo e Santa Croce per raggiungere il Rio di San Zan Degolà e sbucare nei pressi del Canale di Cannaregio evitando un lungo giro per tutto il Canalazzo.